# Queen Mary's Peak
Le Queen Mary's Peak est le sommet ultra-proéminent de l'île Tristan da Cunha et le point culminant du territoire britannique Sainte-Hélène, Ascension et Tristan da Cunha. Il s'élève à une altitude de 2 062 mètres. Son nom vient de Mary de Teck, reine consort du Royaume-Uni mariée au roi  George V. Il s'agit d'un volcan actif.